# Поросская оборонительная линия
Поросская оборонная линия — цепочка сторожевых крепостей по реке Рось, основанных в эпоху Древнерусского государства для защиты от набегов степных кочевников.

## География
Поросская оборонительная линия имела протяжённость 90 км с запада на восток и являлась внешним оборонительным рубежом Руси на правобережье Днепра. Вторым рубежом обороны, находившимся ближе к Киеву, являлась Стугнинская оборонительная линия. Левобережье Днепра защищала Посульская оборонительная линия.
К крепостям Поросской оборонительной линии (от устья до истока) относились Родень, Дверен, Корсунь, Богуславль, Торческ, Юрьев (Белая Церковь), Володарев, Бакожин, Неятин, Ростовец. Последние три располагались на притоке Роси Раставице. Поскольку в летописях она ни разу не упоминается, существует предположение, что её считали началом Роси. К оборонительной линии относился и целый ряд неотмеченных в письменных источниках городищ. Большинство укреплённых пунктов характеризуются как сторожевые крепости, однако в ряде случаев это были феодальные или частновладельческие замки. Корсунь, Торческ и Юрьев Пётр Толочко характеризует как значительные городские центры.

## История
До появления печенегов левобережье Роси было заселено восточными славянами, однако под натиском кочевников вновь запустело. Основной период строительства оборонных городов пришёлся на 1030-е годы, когда киевский князь Ярослав Мудрый начал селить в приграничном Поросье поляков, взятых в плен во время его похода на Польшу. Благодаря деятельности Ярослава граница государства, ранее фактически проходившая по Стугне, была отодвинута дальше на юг от Киева. Часть населения поросских городов составляли чёрные клобуки, состоявшие в ленной зависимости от киевских князей и участвовавшие в обороне русских земель. Поросские города неоднократно становились объектом нападений половцев. Большинство городов Поросской оборонительной линии пришло в упадок в связи с Батыевым нашествием в XIII веке.

## Укрепления
Кроме военно-феодальных крепостей, южные рубежи укреплялись валами — грандиозными земляными насыпями и рвами, которые простирались вдоль левого берега Роси и Раставицы. Остатки вала, который составляет приблизительно 75 км, сохранились возле Ягнятина и Фурсово. В древнерусские времена эти валы имели вид деревянно-земляных стен высотой до 3,5 м и шириной 6—7 м. Перед ними выкапывались рвы шириной 5—6 м и глубиной 1,5—2 м.